# Pont du détroit de la Sonde
Le pont du détroit de la Sonde est un projet de pont routier et ferroviaire de 27 km traversant le détroit de la Sonde pour relier Sumatra et Java en Indonésie.

## Histoire
L'idée de ce projet apparaît pour la première fois dans les années 1960. Mais c'est seulement en octobre 2007 que le gouvernement lance le projet. Celui-ci est cependant suspendu en 2014. 